# Alexander Berzin
Alexander Berzin (sinh 1944) là một học giả, dịch giả và giảng viên Phật giáo Tây Tạng chủ yếu về đề tài truyền thống Tây Tạng.

## Những năm đầu
Berzin sinh tại Paterson, New Jersey, Hoa Kỳ. Ông nhận bằng cử nhân năm 1965 tại Khoa Nghiên cứu Đông phương học, Đại học Rutgers liên kết với Đại học Princeton, nhận bằng Thạc sĩ năm 1967, bằng Tiến sĩ năm 1972 của Khoa Ngôn ngữ học Viễn đông (Hoa ngữ) và Khoa Nghiên cứu Ấn Độ và Phạn ngữ, Đại học Harvard.

## Hoạt động
Từ năm 1969 đến 1998, ông cư trú chính yếu ở Dharamsala, Ấn Độ ban đầu như một học giả của chương trình Fulbright, nghiên cứu và thực hành với những đạo sư từ tất cả bốn truyền thống Phật giáo Tây Tạng. Năm 1998, ông trở lại phương Tây và viết sách nhiều hơn cùng giảng dạy Giáo Pháp tại một số trung tâm, nhưng ông cống hiến nhiều thời gian hơn để chuẩn bị những tư liệu chưa xuất bản từ trang web Berzin Archives. Trang web chứa đựng nhiều tài liệu Phật giáo chưa phổ thông trong ngôn ngữ Tây phương.